# 원 소스 멀티 유즈
원/싱글 소스 멀티 유즈(영어: one/single source & multi-use, OSMU/SSMU)는 대한민국 매체 산업에서 사용되는 용어이다. 하나의 매체를 여러 매체의 유형으로 전개하는 것을 의미한다.

## 용어
OSMU라는 용어 자체는 1980년대 일본의 전자공학계에서 사용된 것이 시초이다. 이 말은 1995년 들어 대한민국의 언론보도에서 하나의 영상을 다양한 종류의 매체로 가공하여 제공하는 것을 일컫는 말로 사용되기 시작하였으며, 특히 2000년대에 들어 문화 콘텐츠 산업 분야에서 쓰이게 되었다. 한국문화콘텐츠진흥원의 2003년 연차보고서에서는 OSMU를 “우수한 기획을 통해 제작된 1차 콘텐츠를 시장에 성장시킨 후 재투자 및 라이선스를 통해 2차, 3차 콘텐츠로 발전시키는 전략”으로 정의하였다.

## 같이 보기
- 미디어 프랜차이즈
- 미디어 믹스
- 트랜스미디어 스토리텔링